# ميكا كيكوتشي
ميكا كيكوتشي (باليابانية: 菊地美香) (و. 1983 – م) هي ممثلة، وممثل أداء صوتي ياباني، من اليابان، ولدت في سايتاما.

## وصلات خارجية
- ميكا كيكوتشي على موقع IMDb (الإنجليزية)
- ميكا كيكوتشي على موقع ميوزك برينز (الإنجليزية)
- ميكا كيكوتشي على موقع قاعدة بيانات الفيلم (الإنجليزية)
- ميكا كيكوتشي على موقع ANN person (الإنجليزية)